# Lapisperla keithrichardsi

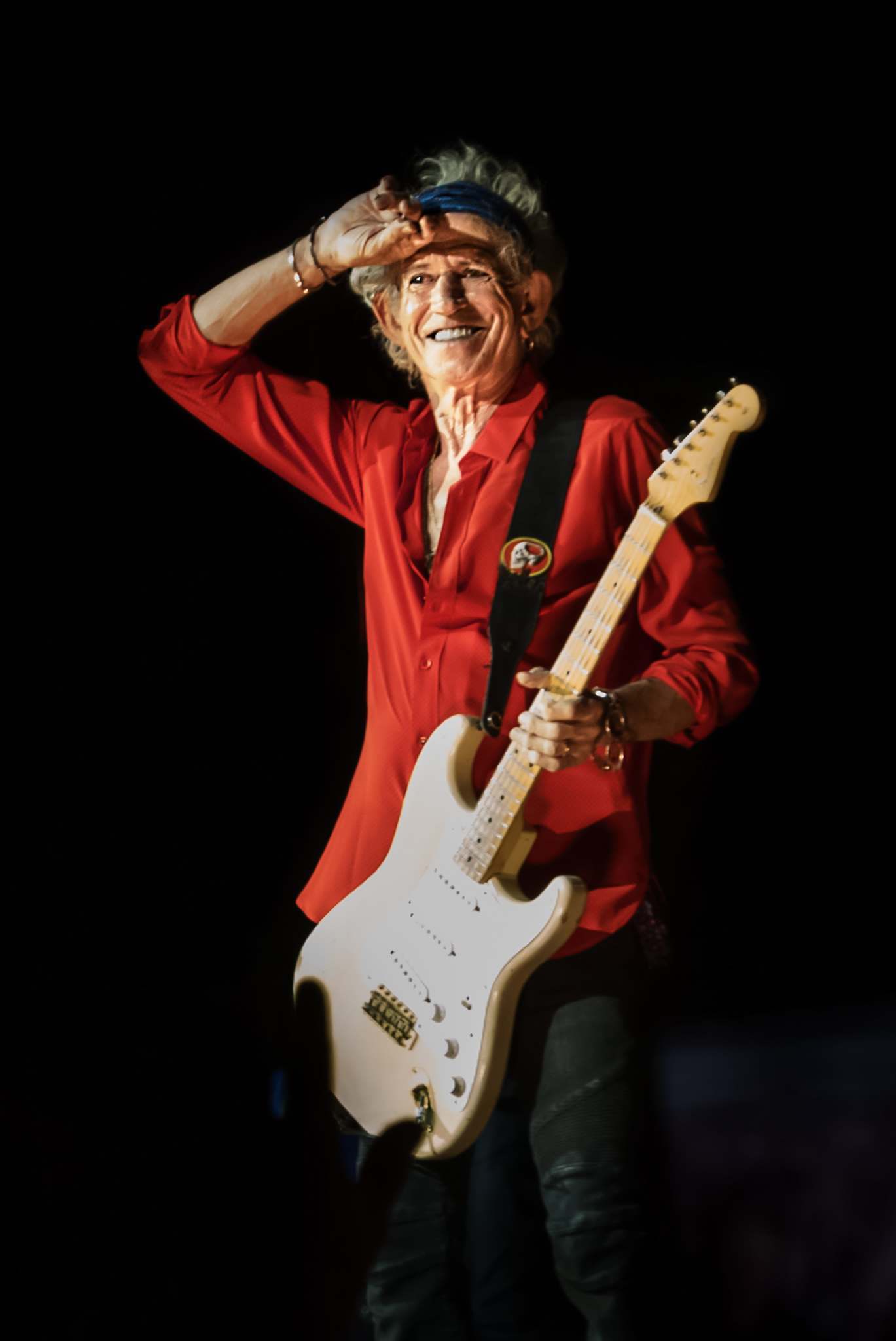
Вид назван в честь рок-музыканта Кита Ричардса

Lapisperla keithrichardsi (лат.) — ископаемый вид веснянок, единственный в составе рода †Lapisperla из семейства †Petroperlidae. Бирманский янтарь (около 99 млн лет, меловой период): Мьянма.

## Этимология
Видовое название дано в честь Кита Ричардса (Keith Richards), участника рок-группы The Rolling Stones. Первая часть родового имени Lapisperla посвящена группе Rolling Stones и происходит от латинского слова «lapis», что означает «камень», а вторая часть «perla» относится к типовому роду веснянок Perla.

## Описание
Мелкие веснянки, длина тела около 6,1 мм, крылья около 6 мм (ширина около 3 мм). Отличаются следующими признаками:
выступающая субгенитальная пластинка, брюшные сегменты расширены заднелатерально, имеются остатки грудных жаберных пучков.
Вид Lapisperla keithrichardsi был впервые описан в 2018 году чешским энтомологом Pavel Sroka (Biology Centre of the Czech Academy of Sciences, Institute of Entomology, Ческе-Будеёвице, Чехия) и немецким палеонтологом Arnold H. Staniczek (Department of Entomology, State Museum of Natural History Stuttgart, Штутгарт, Германия) по материалам из бирманского янтаря. Вид Lapisperla keithrichardsi выделен в монотипический род Lapisperla. Вместе с Branchioperla ianstewarti и Petroperla mickjaggeri, они включены в состав вымершего семейства †Petroperlidae, которое рассматривают в качестве стем-группы инфраотряда Systellognatha.